# Family Four
I Family Four sono stati un gruppo musicale pop svedese attivo negli anni '60 e '70.

## Storia
Hanno rappresentato la Svezia all'Eurovision Song Contest 1971 e all'Eurovision Song Contest 1972, dopo aver vinto entrambi gli anni il Melodifestivalen rispettivamente con Vita vidder e Härliga sommardag.